# Les Sept Habitudes des gens efficaces

Les Sept Habitudes des Gens Efficaces (The Seven Habits of Highly Effective People), publié en 1989, est un ouvrage de développement personnel écrit par Stephen Covey. Vendu à plus de 15 millions d'exemplaires (2004) dans 38 langues, le livre énumère sept principes qui, si établis en tant qu'habitudes, sont censés aider une personne à gérer efficacement son quotidien et ses projets dans tous les aspects de son existence : professionnel, mais aussi familial et civique. Selon Covey, cela demande essentiellement le respect de quelques principes universels et intemporels.
Cette approche, voisine de celle trouvée dans des manuels de psychologie (Dale Carnegie, Aubanel, Marcelle Auclair, Institut Pelman...), se veut cependant associée à des supports techniques concrets et en particulier l'usage de feuilles de route et de bilans écrits synthétiques.
Covey a également écrit un certain nombre de suites et autres ouvrages dérivés, tels que Power of the Seven Habits, Seven Habits of Highly Effective Families et Beyond the Seven Habits. Une suite de The Seven Habits est The 8th Habit: From Effectiveness to Greatness (en) publié en 2004,  (ISBN 0-684-84665-9).
Il existe des versions audio (cassettes et CD).

## Une approche fondée sur des principes
Le livre s'organise autour de quatre sections :
1. Paradigmes et principes : Covey introduit les fondations du fonctionnement de l'être humain en termes d'habitudes. Il explique comment l'être humain détecte son environnement, comment il établit ses habitudes et comment il peut arriver à se re-reprogrammer en termes d'habitudes.
2. Victoires privées : Covey présente les trois premières habitudes nécessaires pour faire passer une personne de l'état de dépendance à l'état d'indépendance.
3. Victoires publiques : Covey présente les trois habitudes suivantes pour amener une personne de l'état d'indépendance à l'état d'interdépendance.
4. Renouvellement : Covey présente la septième habitude qui invite le lecteur à commencer un processus d'auto-amélioration.

À la différence d'autres livres destinés à la gestion de ses activités, Covey n’hésite pas à parler du rôle des valeurs et de leur mise en pratique pour atteindre un véritable équilibre personnel. En opposition à beaucoup d'ouvrages traitant des valeurs aux États-Unis, il indique pourquoi ces valeurs peuvent parfaitement exister dans un contexte autre que religieux si besoin.

## Les sept habitudes
Un chapitre est consacré à chacune des habitudes, qui sont représentées par les impératifs suivants :
1. Être proactif : dans Être proactif, Covey recommande une attitude de prise d'initiative, de contrôle de sa vie et met cette attitude à l'opposé de la position de « réactivité », où l'on se retrouve fatalement contrôlé par le monde qui nous entoure.
2. Commencer par définir un objectif : le chapitre Commencer avec le but en tête explique pourquoi il faut fixer des objectifs à long terme basés sur des « principes de vrai-nord[C'est-à-dire ?] ». Covey recommande de formuler sa « mission personnelle » pour mettre par écrit ses propres objectifs de vie.
3. Commencer par le commencement explique comment être efficace jour après jour en se focalisant sur ce qui importe vraiment vis-à-vis des objectifs à long terme. Ce chapitre fait l'objet d'un ouvrage annexe First things first. C'est la Gestion du temps, de ce qui est « important » par rapport à ce qui est « urgent ». Comment ne pas se faire piéger par l'urgence et continuer à avancer vers ce qui est important ?
4. Penser gagnant + gagnant : dans ce chapitre Covey décrit comment développer une attitude humaine gagnante en négociant des solutions gagnantes pour soi-même et pour les autres personnes afin de nourrir des relations gagnantes à long terme.
5. Chercher d'abord à comprendre, ensuite seulement à être compris explique comment communiquer efficacement avec une personne pleine d'émotions et de besoins dont celui de se faire comprendre et de se faire valider par un autre humain. Covey décrit l'écoute empathique comme étant la base d'une communication bidirectionnelle complète, écoute préalable nécessaire à l'humain pour qu'il puisse enfin s'ouvrir aux idées des autres.
6. Synergiser explique pourquoi et comment le travail en équipe produit des résultats bien au-delà de la somme des résultats de chaque individu (processus que la philosophie nomme dialectique).
7. Affûter la scie : Covey explique enfin l'intérêt de prendre du temps pour s'affuter soi-même par une habitude d'auto-éducation afin de continuer son développement personnel et atteindre ses objectifs. C'est aussi faire du sport, de la relaxation… prendre soin de soi : de son corps, de son esprit, de son mental.

## Critiques
Des critiques se sont élevées sur les concepts développés par Covey dans ce livre et sur son style, comparé à celui d'un « gourou ».

## Littérature connexe
- Principle Centered Leadership, publié en 1992  (ISBN 0-671-79280-6).
- First Things First, coécrit avec Roger et Rebecca Merrill, publié en 1994  (ISBN 0-684-80203-1).
- Living the Seven Habits, publié en 2000  (ISBN 0-684-85716-2).
- The 8th Habit: From Effectiveness to Greatness, publié en 2004  (ISBN 0-684-84665-9).